# Muerto!
Muerto! is een Vlaamse musical van Ixx Pharma die op 22 februari 2013 in première ging in de zwarte zaal van het Fakkeltheater in Antwerpen. De musical speelde er van 21 februari 2013 tot en met 24 mei 2013.
Judas TheaterProducties en Uitgezonderd! zorgen samen voor een herneming van de voorstelling in maart 2016. In november 2023 werd deze voorstelling een derde keer opgevoerd door The Singing Factory in het Zuiderpershuis te Antwerpen

## Verhaal
Colombia, 2007. Raoul, de leider van de plaatselijke FARC-beweging ontvoert de dochter van de rijkste man van het land. Met het losgeld dat hij zal krijgen, wil hij zijn leger uitbouwen en zo de macht grijpen in Colombia om een communistische staat op te richten. Maria, die als poetsvrouw werkt bij Cataldo, is als de dood dat haar zoon Jaime, die vaak met de verkeerde personen optrekt, in de handen van de FARC belandt. Alberto, de handlanger van Raoul weet uiteindelijk Jaime te verleiden zich aan te sluiten bij de FARC. Maria, die bang is om haar zoon nooit meer te zien, probeert uit alle macht haar zoon terug te vinden.

## Programma

### Originele versie
Eerste akte
- Proloog: Ouverture & Mis Hijos
- Scene 1: Held van La Revolution
- Scene 2: In één tel & Soms
- Scene 3: Geld & Lijm
- Scene 4: Schoon & In één tel (reprise)
- Scene 5: Lijm (reprise) & Muerto
- Scene 6: Als de zon slapen gaat
- Scene 7: De avond valt

Tweede akte
- Scene 1: Tango van Cataldo
- Scene 2
- Scene 3: Het spel begint
- Scene 4: Geef me mijn kind terug
- Scene 5: Als de zon slapen gaat (reprise)
- Scene 6: Raquel's afscheid & Muerto (reprise)
- Scene 7: Schoon (reprise) & Soms / De klok tikt onverstoord
- Scene 8: Finale

### Herneming (2016)
Eerste akte
- Proloog: Ouverture & Mis Hijos

De avond valt over de Favela. Chinche en Jaime, de kinderen van Maria, komen thuis na een nieuwe zware dag in de Favela. Maria maakt zich zorgen over haar kinderen en hun toekomst.
- Scene 1: Held van La Revolucion

Alberto brengt Raquel, een protituee, naar zijn baas Raoul in El Infierno, een leegstaande wolkenkrabber. Hier ontdekt ze dat Gebriella, de dochter van een rijke fabrikant wordt vastgehouden door de lokale FARC-groepering.
- Scene 2: Ze worden groot & Soms

Drie dagen later: Theresita brengt een bezoekje aan Maria. Hier komt ze te weten dat haar dochter Sophia een relatie heeft met Marias zoon Jaime. Beide moeders beginnen te beseffen dat hun kinderen groot worden. Niet veel later komt ook Raquel langs, die drie dagen bij een klant zat, maar ze doet hier heel geheimzinnig over. Wanneer Chinche 's avonds thuiskomt maakt Maria zich zorgen: waarover is hij zo stil. Chinche verteld dat hij zich zorgen maakt over Jaime, die alleen nog maar tijd heeft voor Sophia en Alberto
- Scene 3: Ga met mij & Lijm

Jaime en Sophie vertoeven op het dak van een van de huisjes in de Favela. Jaime vertelt Sophia over zijn droom om ooit uit de Favela te vertrekken en een leven op te bouwen in de stad. Niet veel later lopen ze Alberto tegen het lijf, die lijm aan het verdelen is onder de straatkinderen. Jaime en Sophia zijn nieuwsgierig, en kopen ene zakje lijm van Alberto.
- Scene 4: Schoon

Cataldo, de werkgever van Maria en Raquel, heeft een nieuwe voorraad Coke gekocht bij Raoul. Wanneer Maria en Raquel beginnen aan hun werk, wil Cataldo weten waar Raquel de afgelopen drie dagen zat. Op hardhandige wijze komt hij te weten dat Raoul de baas is van de lokale FARC-beweging én achter de ontvoering van Gabriella zit, de dochter van zijn grootste concurrent.
- Scene 5: Ga met mij (reprise) & Muerto

Alberto weet Jaime en Sophia te overtuigen om zich aan te sluiten met de FARC. Duende hoort wat er gebeurt, en waarschuwt Chinche. Chinche probeert zijn broer tevergeefs op andere gedachten te brengen.
- Scene 6: De avond valt

Raoul en Cataldo maken zich klaar voor hun geplande ontmoeting. Jaime en Sophia arriveren in El Infierno, en maken kennis met Raoul en de andere kindsoldaten. Maria komt erachter dan Jaime zich heeft aangesloten bij de FARC en gaat op zoek naar haar zoon.
Tweede akte
- Scene 1: Tango van Cataldo

Raoul arriveert op het diner bij Cataldo, waar hij gechanteerd wordt door Cataldo. Hij ontdekt dat hij verraden is door Raquel, die op de vlucht slaat.
- Scene 2

Raquel probeert Maria te waarschuwen voor Cataldo, maar deze is niet thuis. Ze vertelt aan Chinche waar Raoul zich schuilhoudt, en over de betrokkenheid van Cataldo, zodat hij zijn moeder kan waarschuwen. Raquel duikt onder, en Chinche beslist niet te wachten op zijn moeder, maar zelf zijn broer te gaan halen.
- Scene 3: Het spel begint

Raoul zint op wraak na het verraad van Raquel en Cataldo. Hij geeft Alberto en Jaime de opdracht om Raquel te vermoorden. Chinche arriveert in El Infierno, maar hij wordt door Raoul betrapt en samen met Gabriella opgesloten.
- Scene 4: Raquel's afscheid & Muerto (reprise)

Raquel hoopt dat Cataldo haar kan beschermen, maar hij stuurt haar weg. Raquel doolt rond in de straten van de Favela, tot ze wordt gevonden door Alberto en Jaime, en in koelen bloede neergeschoten wordt.
- Scene 5: Geef me mijn kind terug

Theresita is op zoek naar haar dochter Sophia. Wanneer ze Maria tegenkomt, komt ze achter de vreselijke waarheid dat Sophia en Jaime zich hebben aangesloten bij de FARC, en wie zich bij hen aansluit, komt nooit meer terug.
- Scene 6: De klok tikt onverstoord

Maria is ten einde raad, en gaat op bezoek bij Cataldo. Hier komt ze te weten dat Cataldo al langer weet waar Raoul zich mee bezighoudt. Plots arriveert ook Theresita bij Cataldo met het vreselijke nieuws over Raquel. Cataldos ogen gaan open, en hij besluit om het tij te keren.
- Scene 7: Finale

Jaime en Sophia hebben het gehad bij de FARC, en wanneer ze erachter komen dat Raoul Chinche vasthoudt, proberen ze hem te bevrijden en samen te vluchten.

## Rolverdeling
| Rol              | Cast 2013                         | Cast 2016 | Cast 2023 |
| ---------------- | --------------------------------- | --- | --- |
| Raoul            | Bram Van Outryve                  | Bert Verbeke | Brieuc Van Kersschaever |
| Cataldo          | Steven Colombeen                  | Jan Schepens | Kobe Van Herwegen |
| Maria            | Anne Mie Gils                     | Anne Mie Gils | An Lauwereins |
| Raquel           | Marjan De Gendt                   | Eline De Munck | Céline Koeckelenbergh |
| Teresita         | Marleen van der Loo               | Marleen van der Loo | Veerle Van Ransbeeck |
| Alberto          | Lander Depoortere Jente Allonsius | Lander Depoortere | Aaron Van Goethem |
| Jaime            | Michiel Janssens Olivier Scheers  | Jérémie Vrielynck | Sepp Mertens |
| Chinche          | Daan Keisse Padraig Turley        | Tuur Verelst | Mac Di Bono Amaury Dupont |
| Sophia           |                                   | Fiene Zasada | Lotte Villays |
| Gabriella        | Lina Boudry Axelle Van Heyste     | Siel De Meulenaer | Lore Janssens |
| Duende           |                                   | Flavio Rizzuto | Louis Maes |
| Ensemble         |                                   | Dorian Liveyns, Merlijne Van Noppen, Amber De Zitter, Jasper Heyman, Lina Boudry, Wanne Synnave | Bas Bossaerts (alternate Raul), Jonas Van Betsbrugge (alternate Alberto), Joke De Vos (alternate Teresita), Esse Synnave (alternate Raquel), Ebe Mogyoros, Sam Deboel, Axelle Smeets, Renzo Olievier, Silke De Busser |
| Jongerenensemble |                                   | Emma Van Abbenyen, Emmely Van Acker, Emma Von Arx, Thibaut De Backer, Tibau Beirnaert, Stef Van Belleghem, Amber Van Den Bossche, Charlotte Boudry, Nicky Van Broeck, Dorien Van Damme, Sheldon Demiddeleer, Aaron Van Goethem, Britt De Wambersie, Bibi De Gruyter, Ines Kathane Jaryna, Ryan Joostens, Daan Keisse, Lani Lauwers, Flavio Rizzuto, Ian Schelfaut, Phebe Staelens, Chiara Stam, Daan Stuer, Lyssa Tejero | Noah Apers (alternate Jaime), Roos Brusselmans (alternate Sophia), Anaïs Smeets, Aurelia-Luna Vittiglio, Charlotte De Groof, Eline Van Meirvenne, Elise Gilon, Ella Sirbu, Helena De Reu, Isha Bleys, Jasmijn van der Elst, Jasper Van Hees, Kasper Vervoort, Kiran Vanhees, Lore Sleeckx, Magalie De Ketele, Marieke Van Waes, Merel Carracillo, Mona Theuwissen, Nell De Bondt, Nette Latré, Noah Jolie, Nore Vanwetswinkel, Rosanne Poltrock, Timo Hertoghs, Zuri Bukuru |

## Creatief team (originele versie)
- Regie: James Cooke
- Teksten en scenario: Tijl Dauwe
- Muziek: Sam Verhoeven
- Arrangementen: Pol Van Fleteren
- Choreografie: Christophe Degelin
- Vocal coach: Steven Colombeen
- Productieleider en opleiding jongeren: Danny Bral

## Creatief team (2016)
- Regie: James Cooke
- Teksten en scenario: Tijl Dauwe
- Muziek: Sam Verhoeven
- Arrangementen: Pol Vanfleteren en Thomas Vanhauwaert
- Staging en choreografie: Martin Michel
- Spelcoaching jongeren: Stefan Van Guyse
- Vocal coach: Janis Van Dorsselaer

## Creatief team (2023)
- Regie: Rudi Giron
- Script en liedteksten: Tijl Dauwe
- Muziek: Sam Verhoeven
- Choreo: Kylian Campbell
- Arrangementen: Thomas Vanhauwaert
- Producent: Diederik Van Durme
- Koorleiding: Tinne De Groot & Ronny Plovie
- Regieassistentie: Simon Dierinck & An Wuyts

'14-'18 · '40-'45 (België) · '40-'45 (Nederland) · De 3 Biggetjes · 3 Musketiers · Aida · Alice in Wonderland · A xXxmas Carola · Anatevka · Assepoester · Belle en het Beest · Billie Holiday · Bloedbroeders · The Bodyguard · Cabaret · Camelot · Cats · Chicago · Ciske de Rat · Cyrano de Bergerac · De Schone van Boskoop · Daens · Dirty Dancing · Doe Maar! · Domino · Doornroosje · Dracula · Drood · Elisabeth · Evita · Fame · De Finale · Flashdance · Foxtrot · Goodbye, Norma Jeane · Grease · Hair · High School Musical · De Jantjes · Jekyll & Hyde · Jersey Boys · Jesus Christ Superstar · Kadanza · De kleine zeemeermin · Koning van Katoren · Kruimeltje · Kuifje: De Zonnetempel · Kunt u mij de weg naar Hamelen vertellen, mijnheer? · The Last Five Years · Lelies · The Lion King · The Little Mermaid · Love Story · Lover of Loser · Mamma Mia! · De man van La Mancha · Mary Poppins · Les Misérables · Miss Saigon · Muerto! · De Muze van Rubens · My Fair Lady · On Your Feet! · Op hoop van Zegen · Oorlogswinter · The Passion · Pauline & Paulette · The Phantom of the Opera · Pinokkio · Red Star Line · Rembrandt · Robin Hood · Romeo en Julia, van Haat tot Liefde · De Rozenoorlog · Shhh...it happens! · Shrek · Soldaat van Oranje · Spring Awakening · De sprookjesmusical Klaas Vaak · Sneeuwwitje · The Sound of Music · Tarzan · Titanic · Turks fruit · Urinetown · De Vliegende Hollander · Wat Zien Ik?! · Wicked · The Wild Party · The Wiz · Wickie de viking de musical
    Portaal Musical